# Dankowice (Żukowice)
Dankowice (Denkwitz, von 1937 bis 1945 Wiesenthal) ist ein Dorf in der Landgemeinde Żukowice im Powiat Głogowski der Woiwodschaft Niederschlesien in Polen. Es liegt neun Kilometer südwestlich von Głogów (Glogau) und etwa 92 Kilometer nordwestlich von Breslau.

## Sehenswürdigkeiten

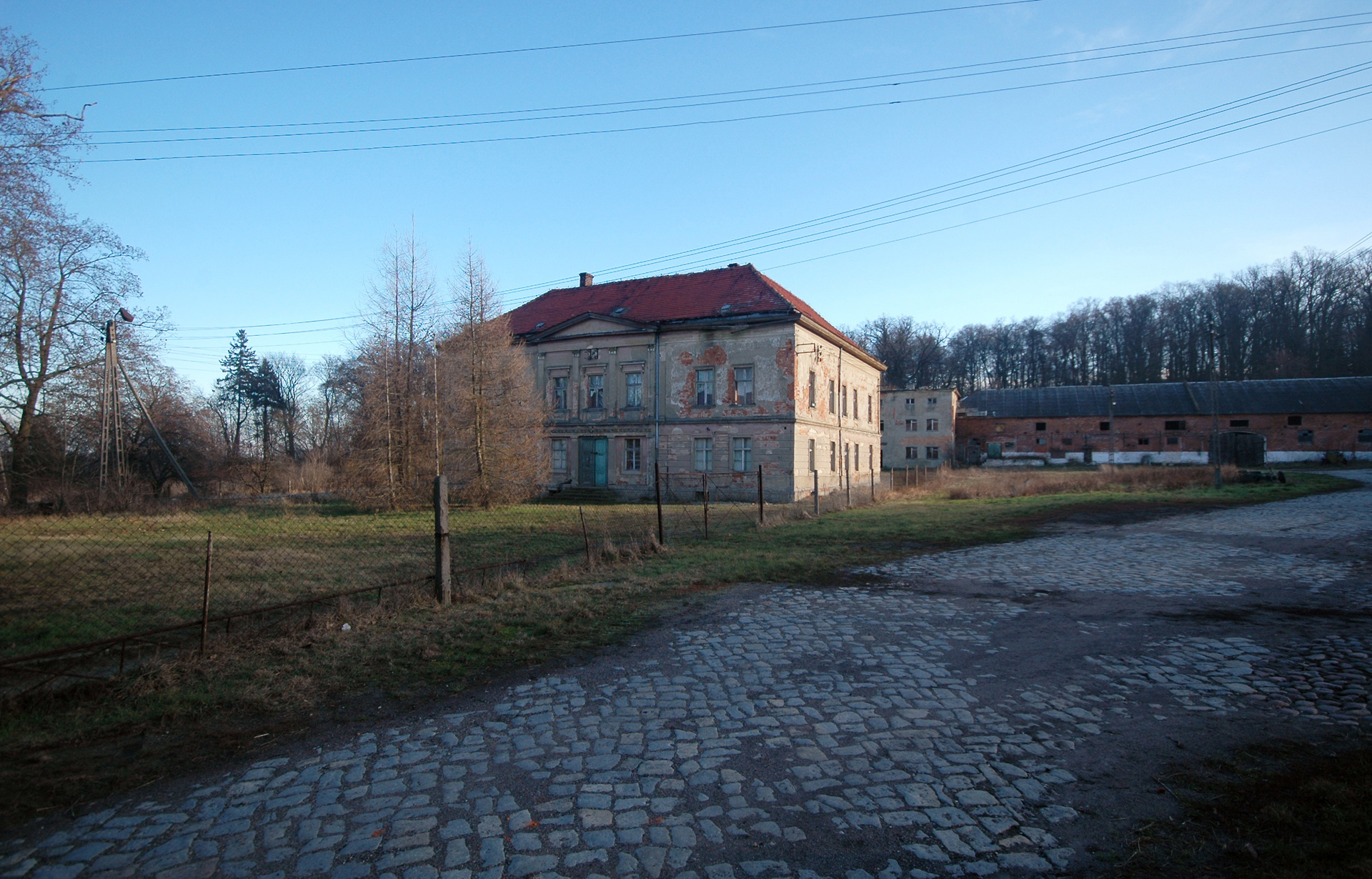
Gutshaus Denkwitz

Das Herrenhaus wurde um 1700 für die Familie von Kottwitz errichtet und Mitte des 19. Jahrhunderts im spätklassizistischen Stil umgebaut. Im 17. und 18. Jahrhundert wurde ein Barockgarten angelegt, der Mitte des 19. Jahrhunderts zu einem Landschaftspark umgestaltet wurde.